# روبی گیلمن، کراکن نوجوان
روبی گیلمن، کراکن نوجوان (به انگلیسی: Ruby Gillman, Teenage Kraken) فیلمی پویانمایی کمدی نوجوانان آمریکایی محصول ۲۰۲۳ است که توسط کیرک دمیکو با همکاری فارین پرل کارگردانی و توسط برایان سی. براون، الیوت دیگیسپی و پم بردی نوشته است. این فیلم توسط دریم‌ورکس انیمیشن تولید شده است. لانا کاندر، تونی کولت، انی مورفی، کولمن دومینگو و جین فوندا صداپیشگان فیلم هستند. داستان فیلم دربارهٔ یک کراکن خجالتی دختر به نام روبی گیلمن (کاندر) است که به شدت می‌خواهد در اوشن سایدهای جا بیفتد. هنگامی که او با رفتن به اقیانوس با دوستان احتمالی، قانون مادرش (کولت) را زیر پا می‌گذارد، متوجه می‌شود که او از نوادگان مستقیم کراکن‌های جنگ‌زده است که نسل‌ها از دریا در برابر پری دریایی‌های شیطانی محافظت کرده‌اند و همچنین قرار است تاج و تخت را از مادربزرگش (فوندا) به ارث ببرد.
روبی گیلمن، کراکن نوجوان نخستین نمایش جهانی خود را در جشنواره بین‌المللی فیلم انیمیشن انسی در ۱۵ ژوئن ۲۰۲۳ داشت و در ۳۰ ژوئن توسط یونیورسال پیکچرز در ایالات متحده اکران شد. این فیلم نقدهای متفاوتی را از سوی منتقدان دریافت کرد، آنها صداپیشگی و شخصیت‌ها را تحسین کردند اما فیلم‌نامه را نقد کردند. همچنین این فیلم در گیشه شکست خورد و ۴۶ میلیون دلار در مقابل بودجه ۷۰ میلیون دلاری فروخت.